# 诺维萨德沙滩
诺维萨德沙滩（Štrand）是塞尔维亚伏伊伏丁那诺维萨德的多瑙河上一个很受欢迎的沙滩，位于利曼区（Liman），自由桥附近。

## 历史
诺维萨德沙滩建于1911年，是当地人的沙滩；后来扩展了几次。其名称源自德语 单词“Strand”，意思是“沙滩”（在德语中，当首字母“s”位于辅音之前时，通常读作“sh”，如意第绪语-英语 shtick，因此塞尔维亚语 š带有变音符号）。
夏季，诺维萨德沙滩每天约有20000名游客。